# Aichryson pachycaulon
Aichryson pachycaulon är en fetbladsväxtart som beskrevs av C. Bolle. Aichryson pachycaulon ingår i släktet Aichryson och familjen fetbladsväxter. Inga underarter finns listade i Catalogue of Life.